# Новостройка (Прокоп'євський округ)
Новостро́йка (рос. Новостройка) — селище у складі Прокоп'євського округу Кемеровської області, Росія.

## Населення
Населення — 503 особи (2010; 1301 у 2002).
Національний склад (станом на 2002 рік):
- росіяни — 98 %